# Zapasy na Letnich Igrzyskach Olimpijskich 1980 – kategoria powyżej 100 kg w stylu wolnym
Zmagania mężczyzn w wadze powyżej 100 kg to jedna z dziesięciu męskich konkurencji w zapasach w stylu klasycznym rozgrywanych podczas Letnich Igrzysk Olimpijskich 1980. Pojedynki w tej kategorii wagowej odbyły się w dniach 29 – 31 lipca.

## Klasyfikacja[2]
| Pozycja | Nazwisko         | Kraj            |
| ------- | ---------------- | --------------- |
| 1       | Sosłan Andijew   | ZSRR            |
| 2       | József Balla     | Węgry           |
| 3       | Adam Sandurski   | Polska          |
| 4       | Roland Gehrke    | NRD             |
| 5       | Andrei Ianko     | Rumunia         |
| 6       | Mamadou Sakho    | Senegal         |
| 7       | Petyr Iwanow     | Bułgaria        |
| 8       | Arturo Díaz      | Kuba            |
| 9       | Miguel Zambrano  | Peru            |
| 10      | Matthew Clempner | Wielka Brytania |
| 11      | Odnojn Bachyt    | Mongolia        |
| 12      | Youssef Diba     | Syria           |

## Zasady
Przyjęto zasadę punktów karnych, gdzie zdobycie sześciu punktów lub więcej eliminowało zawodnika z turnieju. Kolejność miejsc medalowych ustalona została w specjalnej rundzie finałowej, z udziałem trzech zawodników z najmniejszą liczbą takich punktów.
- TPP — Punkty karne razem
- MPP — Punkty karne pojedynku
- TF — Łopatki
- DQ — Dyskwalifikacja za pasywność
- IN — Kontuzja przeciwnika

## Punktacja
- 0 — Wygrana na łopatki, przewagę techinczną, pasywność, kontuzję
- 0.5 — Wygrana na punkty  (8-11 punktów różnicy)
- 1 — Wygrana na punkty  (1-7 punktów różnicy)
- 2 — Dyskwalifikacja za pasywność, zwycięzca również był pasywny
- 3 — Przegrana na punkty (1-7 punktów różnicy)
- 3.5 — Przegrana na punkty (8-11 punktów różnicy)
- 4 — Przegrana na łopatki, przewagę techiczną, pasywność, kontuzję

## Wyniki[3]

### Pierwsza runda
| TPP | MPP |                 | Wynik\|Czas |                  | MPP | TPP |
| --- | --- | --------------- | ----------- | ---------------- | --- | --- |
| 1   | 1   | Miguel Zambrano | 11 - 5      | Matthew Clempner | 3   | 3   |
| 4   | 4   | Arturo Díaz     | TF / 1:15   | Adam Sandurski   | 0   | 0   |
| 0.5 | 0.5 | Mamadou Sakho   | 10 - 1      | Odnojn Bachyt    | 3.5 | 3.5 |
| 3   | 3   | Roland Gehrke   | 5 - 7       | Sosłan Andijew   | 1   | 1   |
| 4   | 4   | Petyr Iwanow    | DQ / 8:37   | József Balla     | 0   | 0   |
| 4   | 4   | Youssef Diba    | DQ / 6:29   | Andrei Ianko     | 0   | 0   |

### Druga runda
| TPP | MPP |                  | Wynik\|Czas |                | MPP | TPP |
| --- | --- | ---------------- | ----------- | -------------- | --- | --- |
| 5   | 4   | Miguel Zambrano  | DQ / 5:46   | Arturo Díaz    | 0   | 4   |
| 7   | 4   | Matthew Clempner | TF / 1:28   | Adam Sandurski | 0   | 0   |
| 4.5 | 4   | Mamadou Sakho    | TF / 1:05   | Roland Gehrke  | 0   | 3   |
| 7.5 | 4   | Odnojn Bachyt    | TF / 0:37   | Sosłan Andijew | 0   | 1   |
| 4   | 0   | Petyr Iwanow     | TF / 0:58   | Youssef Diba   | 4   | 8   |
| 0   | 0   | József Balla     | DQ / 6:52   | Andrei Ianko   | 4   | 4   |

### Trzecia runda
| TPP | MPP |                 | Wynik\|Czas |                | MPP | TPP |
| --- | --- | --------------- | ----------- | -------------- | --- | --- |
| 9   | 4   | Miguel Zambrano | TF / 2:06   | Adam Sandurski | 0   | 0   |
| 8   | 4   | Arturo Díaz     | IN / 2:43   | Mamadou Sakho  | 0   | 4.5 |
| 4   | 1   | Roland Gehrke   | 5 - 3       | Petyr Iwanow   | 3   | 7   |
| 1   | 0   | Sosłan Andijew  | DQ / 4:55   | József Balla   | 4   | 4   |
| 4   |     | Andrei Ianko    |             | Bez walki      |     |     |

### Czwarta runda
| TPP | MPP |               | Wynik\|Czas |                | MPP | TPP |
| --- | --- | ------------- | ----------- | -------------- | --- | --- |
| 8   | 4   | Andrei Ianko  | TF / 5:01   | Adam Sandurski | 0   | 0   |
| 8.5 | 4   | Mamadou Sakho | TF / 0:40   | Sosłan Andijew | 0   | 1   |
| 7   | 3   | Roland Gehrke | 4 - 6       | József Balla   | 1   | 5   |

### Runda finałowa
Zaliczone pojedynki z wcześniejszych rund
| TPP | MPP |                | Wynik\|Czas |                | MPP | TPP |
| --- | --- | -------------- | ----------- | -------------- | --- | --- |
|     | 0   | Sosłan Andijew | DQ / 4:55   | József Balla   | 4   |     |
|     | 3   | Adam Sandurski | 3 - 6       | Sosłan Andijew | 1   | 1   |
| 5   | 1   | József Balla   | 4 - 4       | Adam Sandurski | 3   | 6   |